# Рівняння Бете — Солпітера
Рівняння Бете — Солпітера (назване на честь Ганса Бете та Едвіна Солпітера) описує зв'язані стани квантовопольової системи двох тіл (частинок) у рамках релятивістськи інваріантного формалізму. Першим рівняння опублікував у 1950-му Йоїтіро Намбу, але не навів доведення.
Через загальність та застосування в численних підрозділах теоретичної фізики рівняння Бете-Солпітера має багато різних форм. Форма, що часто використовується у фізиці високих енергій, має вигляд
{\displaystyle \Gamma (P,p)=\int \!{\frac {d^{4}k}{(2\pi )^{4}}}\;K(P,p,k)\,S(k-{\tfrac {P}{2}})\,\Gamma (P,k)\,S(k+{\tfrac {P}{2}})}
де Γ — амплітуда Бете-Солпетера, K — взаємодія, а S  — пропагатори двох частинок.
У квантовій теорії зв'язані стани живуть нескінченно довго (інакше їх називають резонансами), тому складові взаємодіють нескінченну кількість разів. У підсумку, за нескінченну кількість разів між двома частинками реалізуються усі можливі взаємодії, а рівняння Бете-Солпітера є інструментом для розрахунку властивостей зв'язаних станів. Розв'язок цього рівняння, амплітуда Бете-Солпітера, описує зв'язаний стан, що є предметом інтересу.
Оскільки його можна вивести, ідентифікуючи зв'язані стани з полюсами S-матриці, його можна зв'язати з квантовим описом процесів розсіяння і функцією Гріна.
Рівняння Бете-Солпітера — загальний інструмент квантової теорії поля, тож воно зустрічається у будь-якій квантовопольовій теорії. Прикладами можуть слугувати позитроній (зв'язаний стан електрон-позитронної пари), екситони (зв'язаний стан електрона і дірки) та мезони (зв'язаний стан кварка й антикварка).
Навіть для простих систем, таких як позитроній рівняння не розв'язується точно, хоча в принципі його можна сформулювати точно. Класифікацію станів можна провести без точного розв'язку. Якщо одна з частинок значно масивніша за іншу, задача значно спрощується, оскільки зводиться до рівняння Дірака для легшої частинки в зовнішньому потенціалі важчої частинки.

## Вивід
Вихідним пунктом виводу рівняння Бете-Солпітера є двочастинкове (чотириточкове) рівняння Дайсона
{\displaystyle G=S_{1}\,S_{2}+S_{1}\,S_{2}\,K_{12}\,G}
в імпульсному просторі. Тут "G" — двочастинкова функція Гріна {\displaystyle \langle \Omega |\phi _{1}\,\phi _{2}\,\phi _{3}\,\phi _{4}|\Omega \rangle }, "S" — вільні попагатори, а "K" — ядро взаємодії, в якому містяться всі можливі взаємодії між двома частинками. Тепер важливим кроком є припущення про те, що зв'язані стани проявляються як полюси функції Гріна. Припускається, що дві частинки сходяться й утворюють зв'язаний стан із масою "M", цей зв'язаний стан розповсюджується вільно, а потім знову розпадається на дві складові. Таким чином, вводиться хвильова функція Бете-Солпітера {\displaystyle \Psi =\langle \Omega |\phi _{1}\,\phi _{2}|\psi \rangle }, що є перехідною амплітудою двох складових {\displaystyle \phi _{i}} у зв'язаний стан {\displaystyle \psi }, а тоді утворює анзац для функції Гріна поблизу полюса у формі
{\displaystyle G\approx {\frac {\Psi \;{\bar {\Psi }}}{P^{2}-M^{2}}},}
де P — повний імпульс системи. Очевидно, якщо для цього імпульсу виконується {\displaystyle P^{2}=M^{2}}, а це співвідношення між енергією та імпульсом у теорії відносності (де 4-імпульс {\displaystyle P_{\mu }=\left(E/c,{\vec {p}}\right)} та {\displaystyle P^{2}=P_{\mu }\,P^{\mu }} ), чотириточкова функція Гріна має полюс. 
Якщо підставити цей анзац у рівняння Дайсона і задати повний імпульс "P" так, щоб виконувалося релятивістське співвідношення між енергією та імпульсом, полюс виникає по обидва боки від знаку рівності.
{\displaystyle {\frac {\Psi \;{\bar {\Psi }}}{P^{2}-M^{2}}}=S_{1}\,S_{2}+S_{1}\,S_{2}\,K_{12}{\frac {\Psi \;{\bar {\Psi }}}{P^{2}-M^{2}}}}
Порівняння лишків дає:
{\displaystyle \Psi =S_{1}\,S_{2}\,K_{12}\Psi ,\,}
Це вже рівняння Бете-Солпітера, записане через хвильову функцію Бете-Солпітера. Щоб отримати наведену вище формулу треба ввести амплітуду Бете-Солпітера "Γ"
{\displaystyle \Psi =S_{1}\,S_{2}\,\Gamma }
і оримати
{\displaystyle \Gamma =K_{12}\,S_{1}\,S_{2}\,\Gamma ,}
що й записано вище з явною залежністю від імпульсу.

## Наближення веселки-східців

Графічне подання рівняння Бете-Солпітера в наближенні східців

У принципі ядро K містить усі можливі незвідні двочастинкові взаємодії, що можуть статися між двома складовими. Тож, для практичних розрахунків необхідно моделювати взаємодію, вибираючи тільки підмножину взаємодій. Як і в квантовій теорії поля, взаємодія описується через обмін частинками (наприклад, фононами в квантовій електродинаміці або глюонами в квантовій хромодинаміці), найпростіша взаємодія зводиться до тільки одної такої силової частинки.
Оскільки рівняння Бете-Солпітера підсумовує взаємодію нескінченне число разів, відповідна діаграма Фейнмана має вигляд східців (веселки).
Тоді як у квантовій електродинаміці наближення східців призводить до проблем з перехресною симетрією та калібрувальною інваріантністю, а тому вимагає включення перехресних східцевих членів, у квантовій хромодинаміці це наближення доволі часто використовується феноменологічно для розрахунку мас адронів, оскільки воно зберігає порушення хіральної симетрії, а тому є важливим внеском у генерацію цих мас.

## Нормування
Як для будь-якого однорідного рівняння, розв'язок рівняння Бете-Солпітера визначений тільки з точністю до множника. Цей множник потрібно уточнити, накладаючи певні умови нормування. Для амплітуд Бете-Солпітера це зазвичай означає вимогу збереження ймовірності (аналогічно нормуванню квантмеханічної хвильової функції), що відповідає рівнянню
{\displaystyle 2P_{\mu }={\bar {\Gamma }}\left({\frac {\partial }{\partial P_{\mu }}}\left(S_{1}\otimes S_{2}\right)-S_{1}\,S_{2}\,\left({\frac {\partial }{\partial P_{\mu }}}\,K\right)\,S_{1}\,S_{2}\right)\Gamma }
Нормування заряду та тензора енергії-імпульсу зв'язаного стану веде до того ж рівняння. У східцевому наближенні ядро взаємодії не залежить від повного імпульсу амплітуди Бете-Солпітера, а тому, у цьому випадку другий член умови нормування зникає.